# Shu-bi-dua 1-18
Shu-bi-dua 1-18 er navnet på et bokssæt udsendt af Shu-bi-dua i 2010. Boksen indeholder 18 studiealbum, live-albummet Leif i Parken og opsamlingen Rap jul & godt nytår i remastered udgaver med bonusnumre, som i et vist omfang ikke tidligere har været udgivet. I boksen findes også en dvd-udgave af filmen Den røde tråd med bonusmateriale.

## Indhold
- Shu-bi-dua, 1974
- Shu-bi-dua 2, 1975
- Shu-bi-dua 3, 1976
- Shu-bi-dua 4, 1977
- 78'eren, 1978
- Leif i Parken, 1978
- Shu-bi-dua 6, 1979
- Shu-bi-dua 7, 1980
- Shu-bi-dua 8, 1982
- Shu-bi-dua 9, 1982
- Shu-bi-dua 10, 1983
- Shu-bi-dua 11, 1985
- Shu-bi-dua 12, 1987
- Shu-bi-dua 13, 1992
- Shu-bi-dua 14, 1993
- Shu-bi-dua 15, 1995
- Shu-bi-du@ 16, 1997
- Shu-bi-dua 17, 2000
- Rap jul & godt nytår, 2001
- Shu-bi-dua 18, 2005

DVD'en indeholder følgende ekstramateriale:
- Live koncertoptagelse fra taget af Palads i 1989 (28 minutter)
- Live koncertoptagelse fra Charlottenlund Fort i 1990 (13 minutter)
- Metadon - Matadorsketch fra 1989 (12 minutter)
- 5 musikvideoer: "Krig og fred", "Sexchikane", "Danser med grise", "Danske sild" og "Dallas".